# Roxanne Roxanne
Roxanne Roxanne es un film de drama estadounidense escrito y dirigido por Michael Larnell. Esta película es protagonizada por Chanté Adams, Mahershala Ali, Nia Long, Elvis Nolasco, Kevin Phillips y Shenell Edmonds. Se desarrolla alrededor de la vida de la rapera Roxanne Shanté. Fue estrenada en el Festival de Cine de Sundance 2017.

## Reparto
- Chanté Adams como Roxanne Shanté.
- Mahershala Ali como Cross.
- Nia Long como Peggy.
- Elvis Nolasco como Ray.
- Kevin Phillips como Marley.
- Shenell Edmonds Como Ranita.
- Arnstar Como MC Shan.
- Nigel Un. Fullerton como Biz Markie.
- Tremaine Brown Jr. Como Nasir.
- Cheryse Dyllan como Sparky Dee.
- Taliyah Whitaker como Roxanne Shanté de joven.
- Charlie Hudson III como Mr. Magic
- Cindy Cheung como la enfermera Mitchell.
- Sean Ringgold como Keith.
- Eden Duncan-Smith como Latifah.
- Nelsan Ellis como el profesor de Shanté.

## Estreno
En enero de 2017, Neon adquirió los derechos de distribución de la película.  Sin embargo, en diciembre de 2017, se reveló que Netflix había ganado los derechos de la película en todo el mundo.

### Recepción crítica
En el sitio web de reseñas, Rotten Tomatoes, la película  mantiene un índice de aprobación de 72% basado en 18 reseñas y un índice promedio de 6.1/10. En Metacritic, la película tiene una puntuación mediana de 75 de 100, basada en 9 críticas, indicando "reseñas generalmente favorables".